# إزرائيل رودريغيز
إزرائيل رودريغيز (بالإنجليزية: Israel Rodríguez) (و. 1981  م) هو لاعب كرة طائرة، من إسبانيا، ولد في إشبيلية، يلعب كضارب خارجي ‏.